# Heinkel He 118
Хейнкель He 118 (нем. Heinkel He 118) — немецкий пикирующий бомбардировщик.

## Заказ Императорского флота Японии
В 1935 году фирма Heinkel получила заказ от Императорского флота Японии на разработку и постройку двух экземпляров опытного самолёта, который должен был отвечать следующим требованиям:
- палубный одномоторный пикирующий бомбардировщик с экипажем из двух человек.
- цельнометаллический моноплан со следующими максимальными размерами: Размах крыла 11,4 м, длина 9,4,м, высота 3,8 м.
- консоли крыла должны складываться к задней части фюзеляжа.
- двигатель Hörnet или Cyclon или немецкий двигатель, который мог бы производиться в Японии по немецкий лицензии.
- радиостанция, 1×150 кг бомба, 2 пулемёта Vickers калибра 7,7 мм с боекомплектом в 600 патронов, один подвижный пулемёт Lewis калибра 7,7 мм.

В феврале 1937 года они были доставлены в Японию. После сборки в Йокосуке самолёт испытывался пилотами морской авиации. В Японии самолёт получил название Yokosuka DXHe.

## Полёт Удета
В 1936 году в Рехлине перед чиновниками состоялись конкурсные испытания на пикирование. Полковник Эрнст Удет решил сам поднять в воздух Hе 118. На Hе 118 стояла единая система управления шагом винта и закрылками — воздушными тормозами, но система ещё не была отлажена. Эрнст Удет был осведомлён об этом. Hабрав около 4000 метров, Удет ввёл самолёт в вертикальное пикирование, но забыл изменить шаг винта. В результате хвостовая часть самолёта отвалилась, а Удет выпрыгнул с парашютом.

## Испытания и дальнейшее производство
Hе 118-V1 под новой регистрацией D-UKYM и V2 (D-OVIE) были модернизированы. В начале 1939 года на них испытывался турбореактивный двигатель, укрепленный под фюзеляжем. После окончания испытаний Hе 118-V2 был сдан в 41-ю авиашколу во Франкфурте. Производство Hе 118a-0 продолжалось в течение 1937 года. Эти самолёты использовались в качестве экспериментальных и закончили свою карьеру в лётных школах.

## Лётно-технические характеристики
Технические характеристики
- Длина: 11,8 м
- Размах крыла: 15,1 м
- Высота: 4,2 м
- Площадь крыла: 37,7 м²
- Масса пустого: 2700 кг
- Нормальная взлётная масса: 4125 кг
- Силовая установка: 1 × поршневой Daimler-Benz DB 600C

Лётные характеристики
- Максимальная скорость: 390 км/ч
- Крейсерская скорость: 330 км/ч
- Практическая дальность: 1050 км
- Практический потолок: 7000 м
- Скороподъёмность: 330 м/мин

Вооружение
- Стрелково-пушечное: два крыльевых 7,9-мм. пулемета МG-17 и один 7,9 мм пулемет МG-15 на подвижной установке в конце кабины
- Боевая нагрузка: 500 кг
- Бомбы: одна 500 кг бомба в одноместном варианте или одна 250 кг бомба в двухместном варианте.